# Sakartvelos tasi 2019
La Sakartvelos tasi 2019 (in georgiano საქართველოს თასი, Coppa di Georgia), nota anche come Coppa David Kipiani 2019, è stata la 30ª edizione del torneo. La competizione è iniziata il 24 marzo 2019 e si è conclusa l'8 dicembre 2019 con la finale. Il T'orp'edo Kutaisi era la squadra campione in carica. Il Saburtalo Tbilisi ha conquistato il trofeo per la prima volta nella sua storia.

## Primo turno
| Squadra 1          | Risultato       | Squadra 2                |
| ------------------ | --------------- | ------------------------ |
| 24 marzo 2019      |                 |                          |
| Kolkhi             | 1 - 8           | Spaeri                   |
| Sulori Vani        | 2 - 1           | Imereti Khoni            |
| Tori Borjomi       | 6 - 0           | Chkherimela Kharagauli   |
| 35-e Skola         | 1 - 4           | Tbilisi City             |
| Tbilisi            | 0 - 3           | Algeti                   |
| Scout              | 0 - 3           | Odishi 1919              |
| Merani Mart'vili 2 | 2 - 3           | Samegrelo                |
| Didube             | 0 - 5           | Gareji Sagarejo          |
| Salkhino           | 1 - 3           | Egrisi Senaki            |
| Zest'aponi         | 1 - 1 (4-3 dtr) | Real Varketili           |
| Legioni Gori       | 3 - 0           | Tskhinvali 2             |
| Rustavi 2          | 1 - 3           | Chiatura                 |
| Dinamo Batumi 2    | 9 - 0           | Alazani                  |
| Iberia Tbilisi     | 2 - 0           | Mach'akhela Khelvachauri |

## Secondo turno
| Squadra 1        | Risultato       | Squadra 2              |
| ---------------- | --------------- | ---------------------- |
| 27 marzo 2019    |                 |                        |
| Lazika Zugdidi   | 0 - 3           | Betlemi                |
| 28 marzo 2019    |                 |                        |
| Egrisi Senaki    | 2 - 0           | Samgurali Ts'q'alt'ubo |
| Dinamo Batumi 2  | 1 - 0 (dts)     | Saburtalo Tbilisi 2    |
| Gareji Sagarejo  | 1 - 0           | Bakhmaro               |
| Merani Mart'vili | 1 - 0           | Meshakht'e T'q'ibuli   |
| Zest'aponi       | 2 - 0           | K'olkheti Khobi        |
| Chiatura         | 1 - 0           | Aragvi Dusheti         |
| Tori Borjomi     | 2 - 5           | Borjomi                |
| Iberia Tbilisi   | 3 - 2           | Samegrelo              |
| Legioni Gori     | 1 - 1 (3-2 dtr) | Gori                   |
| 29 marzo 2019    |                 |                        |
| Algeti           | 0 - 3           | Spaeri                 |
| Sulori Vani      | 0 - 0 (3-4 dtr) | Tbilisi City           |

## Sedicesimi di finale
| Squadra 1            | Risultato   | Squadra 2           |
| -------------------- | ----------- | ------------------- |
| 16 aprile 2019       |             |                     |
| Egrisi Senaki        | 1 - 4       | Dinamo Tbilisi      |
| Gareji Sagarejo      | 2 - 0       | Chiatura            |
| Iberia Tbilisi       | 0 - 2       | Merani Mart'vili    |
| Legioni Gori         | 1 - 2       | Tbilisi City        |
| Samt'redia           | 3 - 2       | Dila Gori           |
| Shevardeni-1906      | 1 - 2       | Sioni Bolnisi       |
| Saburtalo Tbilisi    | 1 - 0       | Dinamo Batumi       |
| 17 aprile 2019       |             |                     |
| Dinamo Batumi 2      | 0 - 2       | Rustavi             |
| Betlemi              | 1 - 2       | Guria Lanchkhuti    |
| Borjomi              | 1 - 4       | T'orp'edo Kutaisi   |
| Gagra                | 2 - 0       | Shukura Kobuleti    |
| Telavi               | 3 - 0       | WIT Georgia         |
| Zugdidi              | 3 - 2 (dts) | Tskhinvali          |
| Zest'aponi           | 0 - 2       | Merani Tbilisi      |
| Spaeri               | 5 - 1       | K'olkheti-1913 Poti |
| Lok’omot’ivi Tbilisi | 1 - 0       | Chik. Sachkhere     |

## Ottavi di finale
| Squadra 1        | Risultato       | Squadra 2            |
| ---------------- | --------------- | -------------------- |
| 18 giugno 2019   |                 |                      |
| Gareji Sagarejo  | 3 - 3 (4-2 dtr) | Spaeri               |
| Merani Mart'vili | 3 - 0           | Guria Lanchkhuti     |
| Samt'redia       | 1 - 2           | Saburtalo Tbilisi    |
| Tbilisi City     | 3 - 1           | Zugdidi              |
| 19 giugno 2019   |                 |                      |
| Gagra            | 2 - 3           | T'orp'edo Kutaisi    |
| Telavi           | 0 - 1           | Lok’omot’ivi Tbilisi |
| Merani Tbilisi   | 1 - 0 (dts)     | Dinamo Tbilisi       |
| Rustavi          | 2 - 0           | Sioni Bolnisi        |

## Quarti di finale
| Squadra 1         | Risultato       | Squadra 2            |
| ----------------- | --------------- | -------------------- |
| 24 settembre 2019 |                 |                      |
| Merani Mart'vili  | 1 - 2 (dts)     | Lok’omot’ivi Tbilisi |
| Merani Tbilisi    | 0 - 1 (dts)     | Saburtalo Tbilisi    |
| 25 settembre 2019 |                 |                      |
| Gareji Sagarejo   | 2 - 1           | Tbilisi City         |
| Rustavi           | 0 - 0 (2-4 dtr) | T'orp'edo Kutaisi    |

## Semifinali
| Squadra 1         | Risultato | Squadra 2            |
| ----------------- | --------- | -------------------- |
| 23 ottobre 2019   |           |                      |
| Gareji Sagarejo   | 2 - 3     | Lok’omot’ivi Tbilisi |
| Saburtalo Tbilisi | 2 - 0     | T'orp'edo Kutaisi    |

## Finale
| Arbitro: | Kvirikashvili |

|                                           |           |                         |
| K'okhreidze 12’ Gabedava 19’ Kakubava 89’ | Marcatori | 52’ (rig.) Sikharulidze |